# پونی اسپرینگز (نوادا)
پونی اسپرینگز (به انگلیسی: Pony Springs) یک منطقهٔ مسکونی در ایالات متحده آمریکا است که در شهرستان لینکلن، نوادا واقع شده‌است.